# 马勇
马勇（1957年1月—），重庆市巴县人，1984年1月加入中国共产党。湖南农学院农学系毕业，新加坡国立大学公共管理专业硕士。中华人民共和国政治人物。

## 人物经历
马勇曾历任湖南省统计局农业处副主任科员、副科长、主任科员、副处长；大庸地级市（今张家界市）筹备组经济综合组组长、市计划经济局副局长；湖南省统计局农业处副处长、工业交通统计处副处长、处长、综合平衡处处长、副局长、党组副书记和局长，党组书记等职。2006年9月任中共益阳市党委副书记、市长，2008年3月起任中共益阳市委书记。2013年4月，不再担任中共益阳市委书记、常委、委员职务，任中共湖南省委第一副秘书长。
2015年5月13日，马勇因涉嫌严重违纪违法，接受组织调查，同年年9月30日，马勇因涉嫌滥用职权罪、受贿罪被湖南省人民检察院批准逮捕。
2016年8月19日，郴州市中级人民法院对马勇受贿、滥用职权案一审宣判，马勇犯受贿罪，判处十年，并处没收个人财产100万元；犯滥用职权罪，判处四年；两罪并罚，决定执行有期徒刑十二年，并处没收个人财产100万元。马勇犯罪所得财物折合人民币计368万余元上缴国库。